# Estação Universidad (SITVA)
A Estação Universidad é uma das estações do Metrô de Medellín, situada em Medellín, entre a Estação Caribe e a Estação Hospital. Administrada pela Empresa de Transporte Masivo del Valle de Aburrá Limitada (ETMVA), faz parte da Linha A.
Foi inaugurada em 30 de novembro de 1995. Localiza-se no cruzamento da Carrera 53 com a Rua 273. Atende o bairro Sevilla, situado na comuna de Aranjuez.

## Localização
A estação se encontra na parte centro-oriental do município de Medellín e é a quarta dentro do território do leste. A estação está numa área de grande importância estudantil, cultural e científica, em um centro de grande confluência de rotas até diferentes pontos da cidade devido precisamente a presença da primeira universidade do departamento, a Universidade de Antioquia.